# ミノボロスゲ

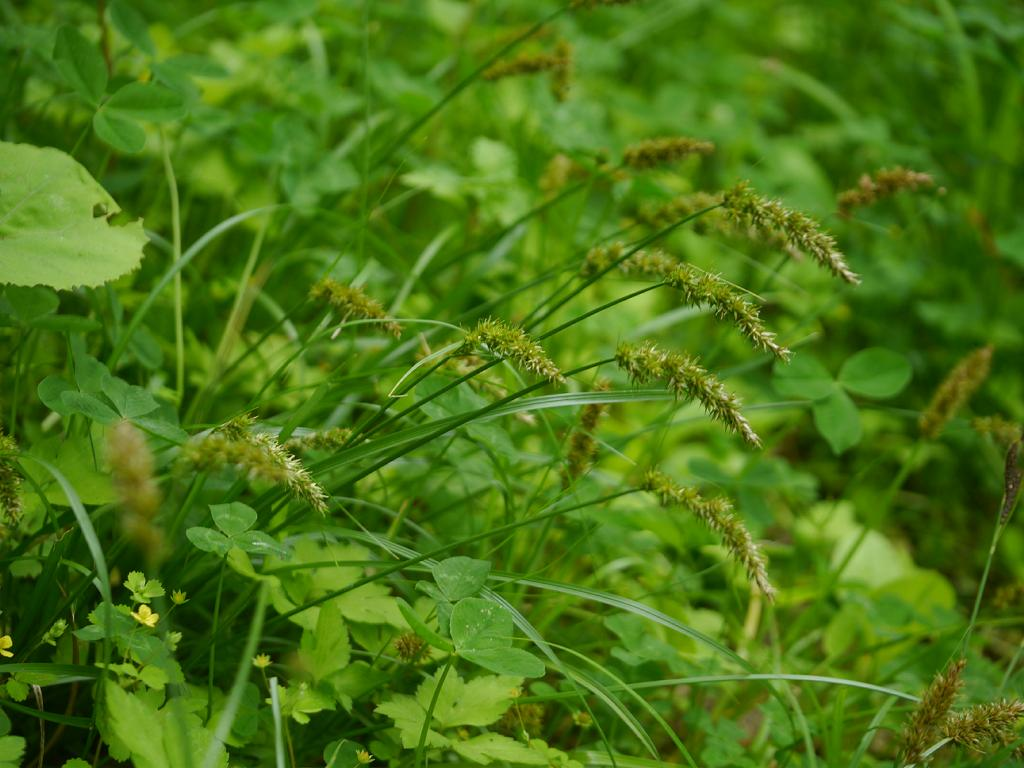
花茎は斜めに伸びることが多い

ミノボロスゲ Carex. nubigena subsp. albata はカヤツリグサ科スゲ属の1種。がっしりとした株を作り、花茎の先端に丸っこい小穂が密集した穂をつける。湿地に生えるが攪乱を受けた地にもよく出現し、牧草地に生えて問題となる場合がある。

## 特徴
多年生の草本。根茎は短くて葉や花茎は束になって生じる。匍匐枝は出さず、大株になる。根は灰褐色でしっかりしている。葉は線形で花茎より短く、幅2-3mm、滑らかでざらつかない。若い葉はその表面に白い粉をふいたように見える。基部の鞘は暗栗色から赤褐色に色づく。
花期は6-7月。茎は高さ30cm程度、細くて断面は3稜形をしており、稜の縁は多少ともざらつきがある。その先端にある花穂は長さ2.5-4cmで概形は円柱状。基部からは苞が突き出るが、その長さは花穂より短い。なお、花茎は立ち上がるが斜めに伸びることが多く、しばしば全体に地に伏すような姿を取るのが特徴的で、その点で見分けられることも多い。
花穂ははじめは緑色だが次第に茶褐色を帯びるようになる。花穂はほぼ同型の多数の小穂が集まったもので、個々の小穂は長さ5mm程度で卵球形をしており、柄はない。花穂の先端では小穂は密生するが、下の方ではややまばらになっており、また大きさもより大きめである。雄花鱗片は緑白色で先端は鈍く尖る。雌花鱗片は広楕円状卵形で茶褐色に色づき、中脈は緑色で縁は白い膜質となっている。また先端は鋭く尖る。果胞は長さ4-5mmで鱗片より長く、卵状披針形で断面はレンズ状をしている。先端部は長い嘴状に突き出し、その両縁には狭い翼があり、その縁には鋭い鋸歯がある。痩果は卵形で長さ1.3-1.5mm、果胞に緩やかに包まれる。
和名はイネ科のミノボロ Koeleria macrantha に似たスゲの意である。

## 分布と生育環境
日本では北海道と本州の中部以北に分布する。細部では情報にやや出入りがあり、星野他(2011)では本州の分布を岡山県以東とするが、勝山(2015)では本州を中部、関東以北とし、他に四国にも稀産する、とある。さらにすげの会の標本に基づく分布調査では本州で広島県まで、四国と、さらに九州でも記録されている。ちなみに京都府レッドデータブック2015によると、調査が進んでいないことが記され、さらにこの種が造成などでの土砂の移動にともなって出現する可能性があることが述べられている。元々が目立たず注目されにくい植物で、近縁種との区別も難しい上に攪乱地に出没するものであることから分布の把握も難しいのかも知れない。国外では中国から報告がある。
山地や寒冷地において湿地から路傍まで出現する。
人の踏み歩いたあとに出現することがよくあり、同様な形で見られるものには他にオオバコやカワラスゲがある。ただしブナ帯以下の森林帯ではこの中でオオバコやカワラスゲの方が勢力が強く、それに対して亜高山帯の湿地では本種の勢力が圧倒的に強い。その意味で湿地の踏みつけによる破壊の指標と見ることが出来る。
例えば尾瀬においても踏みつけが継続されると湿原が荒廃し、本種が優占する群落になる例が多々ある。この地の湿原では高層湿原、中層湿原、低層湿原の3つの型があり、それぞれに成立する群落が異なるが、このうちの前2者、高層湿原のミズゴケ類とミカヅキグサを特徴とする群落、中層湿原のヌマガヤ、ホムロイスゲの群落では踏みつけによって荒廃するとヤチカワズスゲの群落に変化しやすく、それがさらに踏みつけを受けると本種の群落になりがちである。低層湿原のヨシ群落の場合にはミゾソバの群落に変化する。
また牧草地に侵入し、広く繁茂する場合がある。元来本種は国内の広範囲の牧草地においてシバ型草地に随伴種として普通に出現し、ただしその優占度は低いのが普通である。人工放牧草地が経年化した時には、往々に雑草種が侵入して荒廃するのだが、そのような例として場合に本種が侵入して優占群落を形成することがしばしば見られる。

## 分類
勝山は本種をオオカワズスゲ節 Sect. Vulpinae に含め、それに対して星野他(2011)ではこの節からオオカワズスゲをはずし、本種を含むものをミノボロスゲ節 Sect. Pjleoideae としている。共通する特徴は柄のない同型の小穂を穂状に着けること、小穂が雄雌性であること、果胞が平らで縁に翼や稜が強く出ること、匍匐茎が伸びずに株を作ることなどである。
YListでは頭記の学名を採っており、星野他(2011)もこれにならっている。この基本亜種はヒマラヤに分布する。近縁のツクシミノボロスゲも同じくこの種の変種 var. franchetiana とされている。
それに対して勝山(2015)は本種を独立種とし、C. albata (Boott ex Franch. et Sav.) T. Koyama の学名を採用しており、ツクシミノボロスゲは本種の変種、つまり C. albata var. franchetiana と位置づける。彼によると C. nubigena は花穂の最下から出る苞がよく発達し、穂より長くなるのでこれら2種とは異なり、本種は独立種で、ツクシミノボロスゲはむしろ本種に近い、との判断である。

### 類似の種
上記のように学名の扱いには議論があるが、日本では星野他(2011)で同じ節に含められた種は5種ある。このうちでミコシガヤ C. neurocarpa は穂から出る苞によく発達したものが多数出るのに対し、本種では最下の苞が少し伸びるだけで他の苞は眼だたない。またこの種は低地の河川敷や湿地に生えるもので、本種と同地域で見ることはほとんどない。
それ以外のものは最下のそれ以外は眼だたない。ツクシミノボロスゲとキビノミノボロスゲ C. paxii とは、本種の花茎が上の方でざらつくのに対し、この2種では滑らかであることで区別される。また分布域でも、ツクシミノボロスゲは本州の中国地方から西と九州に分布し、本種とはほぼ重複しない。またキビノミノボロスゲは岡山県の1カ所からしか知られておらず、国外では朝鮮から中国まで分布があり、人為的に持ち込まれたものと考えられている。ヒメミコシガヤ C. laevissima とはこの種の葉鞘の腹面に横皺が多数ある点で区別できるほか、この種は兵庫と岡山で記録がある程度である。
オオカワズスゲはこの扱いでは別の節となるが、違いとしては本種の葉が革質で、全体に硬い植物であるのに対してこの種が全体に草質の柔らかいものである点を挙げられている。

## 利害
実用的な意味での利点はない。
上記のように亜高山帯以上の湿地において、本種は踏みつけで出現し、湿地の環境荒廃の指標のように見ることが出来るが、他方で泥沼になった場所にも生育が可能なので、湿地の回復を図る際の第一歩として本種の種子をまく例がある。例えば北アルプス立山の室堂平において室堂ターミナルや自然保護センターの建築資材置き場に使われた区画はそのために荒廃し、緑化工事が行われたものの上手く回復せず、一時はヒロハノギシギシとスズメノカタビラの繁る雑草地となった。1986年にヒロハノギシギシの除去等を行うなど対策を行い、1996年の調査ではミノボロスゲが優先する群落が形成されていた。これは本来はこの地にあったものではなく、弥陀ヶ原から工事の際に移植されたものである。尾瀬湿原の場合、湿原回復には用いられていないが、その一方で木道沿いや山小屋周辺などにオオバコやミゾソバなどの平地性の植物が侵入して繁茂する傾向があり、当初はこれを除去する方法が採られたが、後に本種を帯状に繁殖させる方法が用いられたことがある。
より実用的な面での利害として、本種が牧草地に繁茂する事例がある。上述のように、人工的な牧草地において、経年変化から雑種が繁茂する例として、本種が優先する群落ができる場合がある。本種は普通に用いられる牧草に比べて栄養価がかなり低く、その繁茂はその牧草を食べた家畜の生産を著しく低下させることになりかねない。そのために本種の繁殖生態などについての研究もなされている。本種は匍匐枝を出さないため、その繁茂は種として種子散布によると考えられるが、本種の種子は牛などの家畜が食べ、糞として排出されることで行われていること、種子は休眠性を持ち、それは6か月の冷湿処理が有効であること、つまり冬期を経過しなければ発芽が始まらないことなどが知られている。渡辺他(1998)は休眠に関連して本種が休眠解除に越冬を要し、さらに光や温度変化などの刺激に対する発芽率を見た結果に基づき、本種が様々な雑種の中でもとりわけその発芽条件が厳しいことを指摘し、この種が埋土種子として好機を待つ戦略を持ち、永年人工放牧草地で本種が土中の土壌シードバンクとして保存され、突発的にできた裸地において発芽する能力を有することなどを推定している。

## 保護の状況
本州中部以北ではむしろ普通の植物であり、環境省のレッドデータブックにも取り上げられていない。しかしそれ以西、以南ではかなり生息が限定されている。例えば京都レッドデータブック2015年版では絶滅危惧に取り上げられている。情報がはっきりしないようであるが近畿全域において産地の数がごく少ない旨が記されている。また造成などによる土砂の移動で急に出現する可能性にも言及しており、このことが分布を明らかにするのを困難にしている面もあるようだ。